# Sârbi, Vaslui
Sârbi este un sat în comuna Banca din județul Vaslui, Moldova, România. Se află în partea de sud a județului, în Colinele Tutovei, aproape de valea Bârladului. La recensământul din 2002 avea o populație de 438 locuitori.

## Personalități locale
Theodor Codreanu, critic și istoric literar, prozator, scriitor și reputat eminescolog român, este originar din satul Sârbi.